# حركة فتح - المجلس الثوري
حركة فتح - المجلس الثوري، منظمة فلسطينية نشأت بانشقاق عن حركة فتح قاده صبري البنا (أبو نضال) في العام 1974، ويطلق عليها أيضا اسم "منظمة أبو نضال"، نسبة لمؤسسها. وقد أدرجت المنظمة (مثل معظم المنظمات الفلسطينية المسلحة) على قوائم المنظمات الإرهابية من قبل الولايات المتحدة الأمريكية، المملكة المتحدة، اليابان، إسرائيل والاتحاد الأوربي.
اتخذت المنظمة موقفاً علمانية ومعادية للغرب، لكنها لم تكن مرتبطة بشكل خاص بأي إيديولوجيا، أو على الأقل لم يصدر عنها أدبيات تشير إلى مثل هذه الارتباطات. وكانت المنظمة مرتبطة إرتباطا وثيقا بأجندة أبو نضال الشخصية. ونفذت الجماعة 90 هجوما خلال الفترة 1974-1992 تضمنت عمليات إختطاف طائرات واغتيال واختطاف دبلوماسيين، كما شنت هجمات على معابد يهودية. وقد توفي أبو نضال في بغداد في عام 2002.

## التكوين والخلفية
تشكلت المنظمة أصلاً نتيجة انفصال جبهة الرفض في منظمة التحرير الفلسطينية عام 1974، بعد أن قامت فتح بقيادة عرفات بإدخال تعديلات على أهداف المنظمة، الأمر الذي ينظر إليه على أنه خطوة نحو التوصل إلى تسوية مع إسرائيل. ثم انتقل أبو نضال إلى العراق البعثي حيث أسس منظمة أبو نضال التي سرعان ما بدأت سلسلة شرسة من الهجمات الإرهابية.
لم تحدد موقفها الأيديولوجي بوضوح، لكنها عارضت بوضوح أي شكل من أشكال التسوية أو التفاوض مع إسرائيل. تُعرف بأنها واحدة من أكثر الجماعات الفلسطينية تشددًا على الإطلاق. يقدر عدد أعضائها بعدة مئات، لكن قوتها اليوم غير معروفة.

## هجمات منظمة أبو نضال
وشنّت منظمة أبو نضال هجمات في 20 بلدا، مما أسفر عن مقتل أو إصابة ما يقرب من 1,650 شخصا. تشمل الأهداف الولايات المتحدة والمملكة المتحدة وفرنسا وإسرائيل والفلسطينيين المعتدلين ومنظمة التحرير الفلسطينية ودول عربية وأوروبية مختلفة. ولم تهاجم الجماعة أهدافا غربية منذ أواخر الثمانينيات.
وشملت الهجمات الكبرى هجمات مطاري روما وفيينا في ديسمبر 1985، وكنيس نيفي شالوم في إسطنبول، واختطاف طائرة بان آم الرحلة 73 في كراتشي في سبتمبر 1986، والهجوم على سفينة الرحلات النهارية في مدينة بوروس في اليونان في يوليو 1988.
تمت ملاحظة منظمة أبو نضال بشكل خاص لموقفها الذي لا هوادة فيه بشأن التفاوض مع إسرائيل، حيث تتعامل مع أي شيء أقل من النضال العسكري الشامل ضد إسرائيل على أنه خيانة. أدى ذلك إلى قيام المجموعة بشن العديد من الهجمات ضد منظمة التحرير الفلسطينية، والتي أوضحت أنها قبلت حلاً تفاوضيًا للصراع. ويعتقد أن فتح - المجلس الثوري اغتالت نائب رئيس منظمة التحرير الفلسطينية أبو إياد ورئيس الأمن في منظمة التحرير الفلسطينية أبو الهول في تونس العاصمة في يناير 1991. واغتالت دبلوماسيا أردنيا في لبنان في يناير 1994 وارتبطت بمقتل ممثل منظمة التحرير الفلسطينية هناك. قتل عصام سرطاوي المعتدل في منظمة التحرير الفلسطينية على يد فتح - المجلس الثوري في عام 1983. في أواخر السبعينيات، قامت المجموعة أيضًا بمحاولة اغتيال فاشلة للرئيس الفلسطيني الحالي ورئيس منظمة التحرير الفلسطينية، محمود عباس. أدت هذه الهجمات والعديد من الهجمات الأخرى إلى إصدار منظمة التحرير الفلسطينية حكما غيابيا بالإعدام ضد أبو نضال. في أوائل التسعينيات، قامت بمحاولة للسيطرة على مخيم للاجئين في لبنان، لكن منظمات منظمة التحرير الفلسطينية أحبطت ذلك.

## مزيد من القراءة
- Abu Nidal: Ruthless maverick